# Futility (album)
Futility è il primo album dei Dååth, pubblicato nel 2004.

## Tracce
1. The One – 1:27
2. Placenta – 1:33
3. Filter – 3:39
4. Child Says – 2:40
5. Infestation – 3:33
6. Concentrate Living – 3:31
7. Blender for the Baby – 4:17
8. Slow – 4:03
9. Just for a Second – 3:05
10. Crystasis – 5:47

## Formazione
- Mike Kameron - voce, tastiere, voce, synth
- Eyal Levi - chitarra, tastiere
- Kris Dale - basso
- Emil Werstler - chitarra
- Erric Sanders - batteria